# Sakari Puisto
Sakari Rainer Puisto (ur. 19 grudnia 1976 w Tampere) – fiński polityk, fizyk i samorządowiec, poseł do Eduskunty, od 2025 minister spraw gospodarczych.

## Życiorys
Absolwent fizyki na University of Cambridge (2004). Pracował w sektorze prywatnym i uczelnianym.
Zaangażował się w działalność polityczną w ramach Partii Finów. Wybierany na radnego miejskiego w Tampere. Był doradcą ministra pracy w gabinecie Juhy Sipili. W 2021 bez powodzenia ubiegał się o przywództwo w partii. W wyborach w 2019 i 2023 uzyskiwał mandat deputowanego do Eduskunty.
W czerwcu 2025 dołączył do rządu Petteriego Orpa, obejmując w nim urząd ministra spraw gospodarczych.